# Campionato europeo femminile under 19 di calcio 2022
Il Campionato europeo femminile under 19 di calcio 2022 è stata la 23ª edizione, comprese le prime quattro giocate da formazioni Under-18, del torneo che, organizzato con cadenza annuale dall'Union of European Football Associations (UEFA), è riservato alle rappresentative nazionali di calcio femminile giovanili dell'Europa le cui squadre sono formate da atlete al di sotto dei 19 anni d'età, in questa edizione dopo il 1º gennaio 2003.
La fase finale si è disputata in Repubblica Ceca dal 27 giugno al 9 luglio 2022, riproponendo la formula della precedente edizione che, pur con un diverso sistema di qualificazione, vedeva ammesse otto squadre, con la nazionale del paese organizzatore qualificata direttamente.
La Spagna ha vinto il campionato per la quarta volta nella sua storia, battendo in finale la Norvegia per 2-1.

## Qualificazioni
Il Comitato Esecutivo UEFA ha approvato il 18 giugno 2020 un nuovo formato di qualificazione per il campionato femminile under 17 e under 19 a partire dal 2022. La competizione di qualificazione si giocherà in due turni, con squadre divise in due leghe, e promozione e retrocessione tra le leghe dopo ogni turno simile alla UEFA Nations League.
Un totale record di 52 (su 55) nazioni UEFA ha partecipato alla competizione di qualificazione, con i padroni di casa della Repubblica Ceca in gara nonostante si fossero già qualificati automaticamente, e sette squadre si qualificheranno per il torneo finale al termine del girone 2 per unirsi ai padroni di casa. Il sorteggio del girone 1 si è tenuto l'11 marzo 2021, alle 15:00 CET (UTC+1), presso la sede UEFA a Nyon, Svizzera.

### Squadre qualificate
La seguente tabella riporta le otto nazionali qualificate per la fase finale del torneo:
| Nazionale   | Metodo di qualificazione         | fasi finali disputate | Ultima qualificazione | Migliore risultato nel torneo U-19       |
| ----------- | -------------------------------- | --------------------- | --------------------- | ---------------------------------------- |
| Rep. Ceca   | Ospitante                        | 1                     | -                     | Debutto                                  |
| Svezia      | Vincitrice fase élite, Gruppo A1 | 9                     | 2015                  | Campione (2012 e 2015)                   |
| Germania    | Vincitrice fase élite, Gruppo A2 | 17                    | 2019                  | Campione (2002, 2006, 2007 e 2011)       |
| Inghilterra | Vincitrice fase élite, Gruppo A3 | 13                    | 2019                  | Campione (2009)                          |
| Norvegia    | Vincitrice fase élite, Gruppo A4 | 13                    | 2019                  | Secondo posto (2009)                     |
| Italia      | Vincitrice fase élite, Gruppo A5 | 7                     | 2018                  | Campione (2008)                          |
| Spagna      | Vincitrice fase élite, Gruppo A6 | 15                    | 2019                  | Campione (2004, 2017 e 2018)             |
| Francia     | Vincitrice fase élite, Gruppo A7 | 16                    | 2019                  | Campione (2003, 2010, 2013, 2016 e 2019) |

## Stadi
Saranno quattro le città tra Moravia e Slesia, Frýdek-Místek, Karviná, Opava e Ostrava, ad ospitare gli incontri del torneo.
| Frýdek-Místek   | Karviná         | La regione della Moravia-Slesia nella Repubblica Ceca | Opava           | Ostrava          | Ostrava          |
| --------------- | --------------- | ----------------------------------------------------- | --------------- | ---------------- | ---------------- |
| Stadion Stovky  | Městský stadion | La regione della Moravia-Slesia nella Repubblica Ceca | Městský stadion | Městský stadion  | Stadio Bazaly    |
| Capacità: 2,400 | Capacità: 4,833 | La regione della Moravia-Slesia nella Repubblica Ceca | Capacità: 7,758 | Capacità: 15,123 | Capacità: 10,039 |
|                 |                 | La regione della Moravia-Slesia nella Repubblica Ceca |                 |                  |                  |

## Fase a gironi
Si qualificano alla fase ad eliminazione diretta le prime due classificate di ciascuno dei due gruppi.
In caso di parità di punti tra due o più squadre di uno stesso gruppo, le posizioni in classifica verranno determinate prendendo in considerazione, nell'ordine, i seguenti criteri:
1. maggiore numero di punti negli scontri diretti tra le squadre interessate (classifica avulsa);
2. migliore differenza reti negli scontri diretti tra le squadre interessate (classifica avulsa);
3. maggiore numero di reti segnate negli scontri diretti tra le squadre interessate (classifica avulsa);
4. se, dopo aver applicato i criteri dall'1 al 3, ci sono squadre ancora in parità di punti, i criteri dall'1 al 3 si riapplicano alle sole squadre in questione. Se continua a persistere la parità, si procede con i criteri dal 5 al 9;
5. migliore differenza reti;
6. maggiore numero di reti segnate;
7. tiri di rigore se le due squadre sono a parità di punti al termine dell'ultima giornata;
8. classifica del fair play;
9. sorteggio.

### Gruppo A
| Pos. | Squadra   | Pt | G | V | N | P | GF | GS | DR  |
| ---- | --------- | -- | - | - | - | - | -- | -- | --- |
| 1.   | Spagna    | 7  | 3 | 2 | 1 | 0 | 9  | 2  | +7  |
| 2.   | Francia   | 5  | 3 | 1 | 2 | 0 | 6  | 3  | +3  |
| 3.   | Italia    | 4  | 3 | 1 | 1 | 1 | 7  | 5  | +2  |
| 4.   | Rep. Ceca | 0  | 3 | 0 | 0 | 3 | 0  | 12 | -12 |

| Arbitro: | Katalin Sipos |

|  |           |                                         |
|  | Marcatori | 21’ Coquet 45+1’ Benyahia 90+2’ Mouchon |

| Arbitro: | Lizzy Van Der Helm |

|                                    |           |                      |
| Vignola 29’ Álvarez 45+3’ Uria 61’ | Marcatori | 24’ (rig.) Arcangeli |

| Arbitro: | Jelena Pejković |

|                                    |           |                          |
| Arcangeli 45+3’ (rig.), 88’ (rig.) | Marcatori | 65’ Coquet 69’ Ribadeira |

| Arbitro: | Katarzyna Lisiecka-Sęk |

|  |           |                                                   |
|  | Marcatori | 23’ Elexpuru 37’ Fiamma 47’ Pinedo 69’, 76’ Moral |

| Arbitro: | Catarina Campos |

|              |           |            |
| Bahlouli 30’ | Marcatori | 29’ Lloris |

| Arbitro: | Alina Peşu |

|                                                  |           |  |
| Arcangeli 3’, 59’ Beccari 20’ Della Peruta 90+4’ | Marcatori |  |

### Gruppo B
| Pos. | Squadra     | Pt | G | V | N | P | GF | GS | DR |
| ---- | ----------- | -- | - | - | - | - | -- | -- | -- |
| 1.   | Norvegia    | 6  | 3 | 2 | 0 | 1 | 4  | 5  | -1 |
| 2.   | Svezia      | 6  | 3 | 2 | 0 | 1 | 3  | 1  | +2 |
| 3.   | Germania    | 3  | 3 | 1 | 0 | 2 | 4  | 4  | 0  |
| 4.   | Inghilterra | 3  | 3 | 1 | 0 | 2 | 4  | 5  | -1 |

| Arbitro: | Catarina Campos |

|                  |           |  |
| Vinberg 29’, 37’ | Marcatori |  |

| Arbitro: | Katarzyna Lisiecka-Sęk |

|                                           |           |              |
| Beever-Jones 17’, 71’ Fox 51’ Clinton 90’ | Marcatori | 37’ Tandberg |

| Arbitro: | Alina Peşu |

|                      |           |             |
| Omarsdottir 57’, 83’ | Marcatori | 10’ Mattner |

| Arbitro: | Katalin Sipos |

|            |           |  |
| Nelhage 7’ | Marcatori |  |

| Arbitro: | Lizzy Van Der Helm |

|              |           |  |
| Johansen 77’ | Marcatori |  |

| Arbitro: | Jelena Pejković |

|                               |           |  |
| Mattner 44’, 90+5’ Zdebel 87’ | Marcatori |  |

## Fase a eliminazione diretta

### Tabellone
|  | Semifinali | Semifinali | Semifinali |          |    | Finale | Finale | Finale |  |
|  |            |            |            |          |    |        |        |        |  |
|  | A1         | Spagna     | 1          |          |    |        |        |        |  |
|  | A1         | Spagna     | 1          |          |    |        |        |        |  |
|  | B2         | Svezia     | 0          |          |    |        |        |        |  |
|  | B2         | Svezia     | 0          |          | A1 | Spagna | 2      |        |  |
|  |            |            |            |          | A1 | Spagna | 2      |        |  |
|  |            |            | B1         | Norvegia | 1  |        |        |        |  |
|  | B1         | Norvegia   | B1         | Norvegia | 1  | 1      |        |        |  |
|  | B1         | Norvegia   |            |          |    |        |        |        |  |
|  | A2         | Francia    | 0          |          |    |        |        |        |  |

### Semifinali
| Arbitro: | Catarina Campos |

|          |           |  |
| Uria 51’ | Marcatori |  |

| Arbitro: | Lizzy Van Der Helm |

|                    |           |  |
| Sevenne 52’ (aut.) | Marcatori |  |

### Finale
| Arbitro: | Alina Peşu |

|                           |           |                |
| Elexpuru 36’ Bartel 90+4’ | Marcatori | 5’ Omarsdottir |

## Statistiche

### Classifica marcatrici
5 reti
- Nicole Arcangeli (3 rig.)

3 reti
- Sarah Mattner

2 reti
- Judith Coquet
- Agnes Beever-Jones

- Iris Omarsdottir
- Ane Elexpuru
- Lucia Moral

- Mirari Uria
- Matilda Vinberg

1 rete
- Nesrine Bahlouli
- Ines Benyahia
- Noémie Mouchon
- Louna Ribadeira
- Sofie Zdebel
- Grace Clinton
- Jorja Fox

- Chiara Beccari
- Victoria Della Peruta
- Oda Johansen
- Iris Omarsdottir
- Cathinka Tandberg
- Carmen Álvarez
- Júlia Bartel

- Fiamma Benitez
- Silvia Lloris
- Clara Pinedo
- Ornella Vignola
- Elma Nelhage

Autoreti
- Eloise Sevenne (1, pro Norvegia)